# Фідан Аліті
Фідан Аліті (алб. Fidan Aliti, нар. 3 жовтня 1993, Базель) — албанський та косовський футболіст, захисник клубу «Славен Белупо».
Виступав, зокрема, за клуби «Люцерн» та «Шериф», а також національну збірну Косова.

## Клубна кар'єра
Народився 3 жовтня 1993 року в Базелі. За 7 років до народження Фідана його батьки переїхали до Швейцарії, де Аліті займався футболом в академіях клубів «Базель» та «Олд Бойз».
З 2010 року став виступати за «Олд Бойз» в нижчих лігах Швейцарії, а влітку 2013 року перейшов в «Люцерн», де спочатку також грав за дубль у нижчих лігах. У дорослому футболі дебютував на початку 2014 року виступами за команду «Люцерн», в якій провів один сезон, взявши участь у 18 матчах чемпіонату.
У вересні 2005 року Фідан перейшов у молдовський «Шериф», у складі якого став чемпіоном Молдови та володарем національного Суперкубка, проте основним гравцем так і не став.
До складу клубу «Славен Белупо» приєднався у вересні 2016 року. Відтоді встиг відіграти за команду з Копривниці 10 матчів в національному чемпіонаті.

## Виступи за збірні
31 травня 2014 року дебютував в офіційних матчах у складі національної збірної Албанії в товариській грі з Румунією, вийшовши на заміну на 79-й хвилині замість Ансі Аголлі. Через кілька днів зіграв свій другий і останній матч за Албанію проти Сан-Марино (3:0), після чого за албанську збірну більше не грав.
У 2016 році вирішив виступати за національну збірну Косова, яку нещодавно були визнано УЄФА та ФІФА. У листопаді 2016 року він був викликаний до стану збірної на матч проти Туреччини, проте на поле так і не вийшов.
| Дата      | Місто          | Господарі  | Результат | Гості   | Турнір           | Голи | Примітки |
| --------- | -------------- | ---------- | --------- | ------- | ---------------- | ---- | -------- |
| 31-5-2014 | Івердон-ле-Бен | Албанія    | 0 – 1     | Румунія | товариський матч | -    | 79'      |
| 8-6-2014  | Серравалле     | Сан-Марино | 0 – 3     | Албанія | товариський матч | -    |          |
| Усього    |                | Матчів     | 2         |         | Голів            | 0    |          |

## Досягнення
- Чемпіон Молдови (1):

«Шериф»: 2015-16
- Володар Суперкубка Молдови (1):

«Шериф»: 2016
- Чемпіон Албанії (1):

«Скендербеу»: 2017-18
- Володар Кубка Албанії (1):

«Скендербеу»: 2017-18
- Володар Суперкубка Албанії (1):

«Скендербеу»: 2018
- Чемпіон Швейцарії (1):

«Цюрих»: 2021-22